# In Full Effect
In Full Effect è il terzo album in studio del gruppo musicale statunitense Mantronix, pubblicato nel 1988.

## Tracce
1. Join Me, Please... (Homeboys—Make Some Noise) – 4:22
2. Love Letter (Dear Tracy) – 4:27
3. Gangster Boogie (Walk Like Sex...Talk Like Sex) – 3:59
4. In Full Effect (In Full Effect) – 3:54
5. Get Stupid Fresh (Part III) – 3:47
6. Simple Simon (You Gotta Regard) – 4:03
7. Sing a Song (Break it Down) – 4:08
8. Do You Like...Mantronik (?) – 3:23
9. Mega-Mix (’88) (Instrumental) – 4:50

## Formazione
- Kurtis Mantronik
- MC Tee